# Pointe-Noire (Guadeloupe)
Pointe-Noire (Guadeloupe-Kreolisch: Pwentnwa) ist eine Gemeinde mit 5813 Einwohnern (Stand 1. Januar 2022) in Guadeloupe in der Karibik.

## Geografie
Pointe-Noire gehört zum Überseedépartement und zur Überseeregion Guadeloupe und liegt am Karibischen Meer, an der Westküste der Insel Basse-Terre. Diese Küste heißt dort Côte sous le vent. Der Küste entlang führt eine 1967 erbaute Hauptstraße, die auch den Nationalpark Guadeloupe erschließt. Im Hinterland dominiert ein Bergmassiv mit erloschenen Vulkanen. 

## Wirtschaft
Pointe-Noire ist für die einheimische Holzbearbeitung bekannt. In der Landwirtschaft werden Kakao und Kaffee angebaut. Heute spielt auch der Tourismus eine wichtige Rolle.

## Sehenswürdigkeiten
Neben einem Teil des Nationalparks beherbergt Pointe-Noire auch weitere Sehenswürdigkeiten. Darunter ist auch ein Orchideenpark. Einheimische Produkte werden im Maison de la Forêt, im Maison du Cacao und im Maison du Bois öffentlich präsentiert.